# Erich Hoepner
Erich Hoepner (14 de setembro de 1886 – 8 de agosto de 1944) foi um general alemão da Wehrmacht, durante a II . Mundial. Como o comandante do 4.º Exército Panzer na Frente Oriental, ele seguiu uma política de terra arrasada, cooperou estreitamente com a Einsatzgruppen e colaborou ativamente na implementação da Ordem dos Comissários. Hoepner foi envolvido na realização do atentado de 20 de julho contra Adolf Hitler, e por esse motivo foi executado em 1944.

## Primeira . Mundial e o período entre-guerras
Hoepner entrou para o exército alemão em 1905, e serviu durante Primeira . Mundial. Após a . ele permaneceu na Reichswehr, durante a República de Weimar e, em seguida, na Wehrmacht da Alemanha Nazista, onde atingiu o posto de general em 1936. Em 1938, foi-lhe dado o comando do XVI Corpo de Exército.

## Segunda . Mundial
Hoepner comandou o XVI Corpo de Exército, constituído de veículos motorizados, nas invasões da Polônia (1939) e da França (1940), recebendo a Cruz de Cavaleiro da Cruz de Ferro. Em 1941 ele foi promovido ao posto de Generaloberst, equivalente ao de coronel-general, e recebeu o comando do 4.º Exército Panzer, para a invasão da União Soviética.
Hoepner apoiou ativamente o plano de guerra de aniquilação, chamada Vernichtungskrieg, contra a União Soviética. Como comandante do 4.º Exército Panzer, ele escreveu em 2 de maio de 1941: 
A guerra contra a Rússia é um importante capítulo no esforço para existência da nação germânica. É a antiga batalha entre os povos germânico e eslavo, de defesa da cultura européia contra a inundação moscovita-asiática e de repulsa do bolchevismo judeu. O objetivo dessa batalha deve ser a destruição da atual Rússia e portanto ela deve ser conduzida com severidade sem precedentes. Toda ação militar deve ser guiada, em seu preparo e execução, por uma determinação inabalável de exterminar impiedosamente e completamente o inimigo. Em particular, nenhum aderente do atual bolchevismo judeu deve ser poupado.

### Frente Oriental
Durante o seu comando na Frente Oriental, Hoepner prosseguido uma política de terra arrasada, exigindo a "implacável e completa destruição do inimigo".
Como com todos os exércitos alemães na Frente Oriental, o Exército Panzer de Hoepner implementou a Ordem dos Comissários. Franz Walter Stahlecker, o comandante da Einsatzgruppe A, o esquadrão de extermínio seguindo a Wehrmacht nos territórios ocupados da União Soviética, descreveu a cooperação da Wehrmacht para com suas tropas como "geralmente muito boa", e "em determinados casos, como por exemplo com o 4.o Exército Panzer sob o comando do General Hoepner, muito próxima, pode-se dizer até mesmo calorosa".
Em 5 de dezembro de 1941 Hoepner ordenou um retiro de suas forças prolongadas, recusando-se a cumprir com a ordem categórica de Hitler para deter-se. Um mês depois, em 8 de janeiro de 1942, Hoepner foi demitido da Wehrmacht com a perda de todos os seus direitos de aposentadoria. Ele lançou uma ação judicial bem sucedida contra o Reich.

### Atentado de 20 de Julho

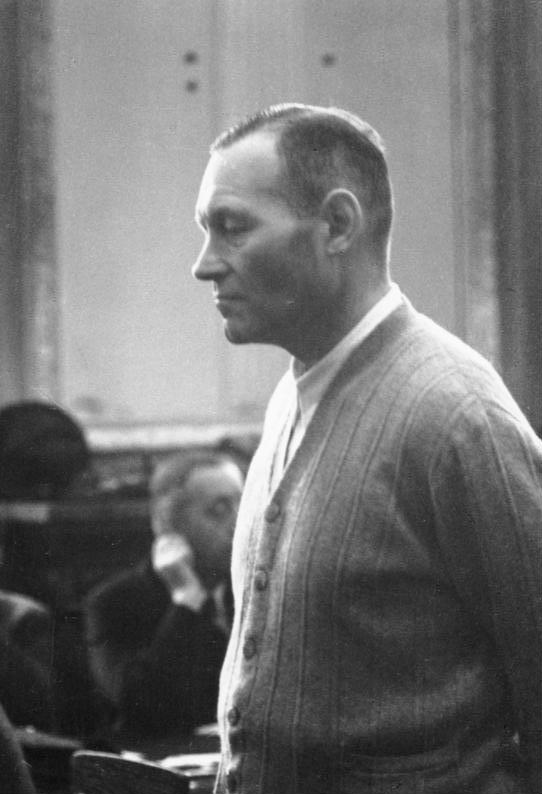
Hoepner no Volksgerichtshof.

Hoepner participou da conspiração responsável pelo Atentado de 20 de Julho de 1944, e estava presente no Bendlerblock com o general de infantaria (General der Infanterie) Friedrich Olbricht, o oberst Claus von Stauffenberg, o oberst Albrecht Mertz von Quirnheim e o oberleutnant Werner von Haeften. Após o fracasso da tentativa de golpe de estado, ele teve uma conversa privada com o coronel-general (Generaloberst) Friedrich Fromm, e não foi imediatamente fuzilado, com os outros.
Foi contudo preso na mesma noite e, em seguida, torturado pela Gestapo, recebendo um julgamento sumário do Volksgerichtshof e condenado à morte. Como outros acusados, incluindo o generalfeldmarschall Erwin von Witzleben, Hoepner foi forçado a vestir roupas inapropriadas e, como humilhação, em seu julgamento não pôde portar sua dentadura. Embora o juiz Roland Freisler tenha atacado verbalmente Hoepner de maneira brutal, mesmo ele se opôs a Hoepner ter sido forçado a se vestir de tal forma. Hoepner foi enforcado no dia 8 de agosto, em Berlim, na prisão de Plötzensee.
Em acordo com prática nazista de sippenhaft, pela qual os membros da família eram punidos coletivamente pelos crimes de seus parentes, a mulher, a filha, o filho, a irmã e o irmão de Hoepner foram presos e enviado para o campo de concentração de Ravensbrück, onde sua esposa e filha foram postas no famoso Strafblock, para quatro semanas adicionais de punição.
Em 1956, uma escola de Berlim foi nomeada em homenagem a Hoepner, porque ele havia se juntado à conspiração do 20 de julho e fora enforcado pelos nazistas. A escola decidiu abandonar esse nome em 2008. A publicação The National citou a diretora da escola, dizendo em 2009 que "o nome tinha sido controverso desde o início e foi repetidamente discutido. Eu não posso julgar o seu papel [Hoepner] na resistência a Hitler, mas muitos aspectos do seu papel na Segunda . Mundial são menos do que saudáveis".

## Condecorações
- Cruz de Cavaleiro da Cruz de Ferro em 27 de outubro de 1939, como General der Kavallerie e comandante do XVI Armee-Korps.[11]